# Screaming for Adrenaline
Screaming for Adrenaline è l'album di esordio del gruppo musicale finlandese Santa Cruz ed è stato pubblicato il 26 aprile 2013 dall'etichetta discografica Spinefarm Records.
L'album contiene due singoli, "Relentless Renegades" e "Nothing Compares to You".

## Tracce
1. Screamin' for Adrenaline
2. Anthem for the Young 'n Restless
3. Relentless Renegades
4. Sweet Sensation
5. High on You
6. Nothing Compares to You
7. Let's Get the Party Started
8. Alive
9. Loving You (Is Just for Playing)
10. Aiming High
11. Let Me (Lay My Love on You)